# Riva Ligure
Riva Ligure – miejscowość i gmina we Włoszech, w regionie Liguria, w prowincji Imperia.
Według danych na rok 2004 gminę zamieszkuje 2747 osób, 1373,5 os./km².